# Estadio Francisco Rivera Escobar
El Estadio Francisco Rivera Escobar es un campo de fútbol situado en el municipio de Palmira, Valle del Cauca, 22 km al oriente de Cali. Tiene capacidad de 15 300 espectadores. Cuenta con una pista atlética la cual cumple con todas las especificaciones técnicas de la Federación Internacional de Atletismo.
Este escenario ha sido sede de varios equipos de fútbol del Valle del Cauca como por ejemplo Orsomarso (masculino y femenino), Boca Juniors de Cali y Club Deportivo Generaciones Palmiranas, equipo femenino que participa en torneos juveniles nacionales y regionales. Actualmente es sede del Internacional F. C. de Palmira (masculino y femenino).

## Sede del América
El primer equipo profesional que jugó en Palmira fue América de Cali en 1954 cuando reapareció en el Campeonato profesional de aquel año el equipo de los Diablos Rojos hizo de local durante todo el torneo en este escenario logrando incluso en este campo una goleada histórica 6-1 a Santa Fe. En el año 2000 Palmira fue de nuevo la casa del América durante el periodo de remodelación del Estadio Olímpico Pascual Guerrero de Cali para la Copa América.
Para el Torneo Apertura 2011 de la Primera A, el escenario volvió a ser la casa en los juegos como local del América de Cali hasta el fin de las obras en el Estadio Olímpico Pascual Guerrero.
Por tal motivo la administración de Palmira tuvo que hacer algunas adecuaciones en la tribuna occidental. Se readecua la tribuna con 3 puertas de evacuación corredizas, 2 de ellas ubicadas donde anteriormente estaban los bancos, hubo arreglos en mallas se construyeron andenes perimetrales y se pintó las tribunas. La zona antidopaje, camerinos de los equipos y árbitros también fueron modificados.
En otras ocasiones variadas, el club escarlata ha ejercido su localía en este estadio por no poder contar con el Estadio Olímpico Pascual Guerrero, siendo la más reciente en julio de 2024, cuando jugó por la sexta jornada del Torneo Finalización y ganó por un marcador de 4-0.

## Sede de la Primera B
En los años 60 fue sede del Boca Juniors de Cali, en los principales torneos aficionados que se disputaban en el país en aquel tiempo debido a que el cuadro boquense ya había desaparecido de los torneos Dimayor, fue además escenario de cuatro equipos profesionales de la Primera B.
Entre 1992-1994 el Palmira F. C. se encargó de representar a la ciudad teniendo como mejor campaña el tercer puesto en 1993. En la temporada 1998 recibió al equipo Univalle, luego que saliera de Jamundí. Posteriormente, fue casa del Expreso Palmira entre 1999 y 2003 y durante la temporada 2009 de la Categoría Primera B el Estadio Rivera Escobar recibió los partidos en condición de local del ya desaparecido Deportes Palmira.
Por su parte, el representante de la ciudad entre los años 2016 y 2024 fue el club Orsomarso, equipo que en su primera temporada en 2016 quedó eliminado para ingresar a los cuadrangulares. En 2017 en el torneo Apertura clasificó a cuartos de final donde quedó eliminado por el equipo Deportes Quindío. En el segundo semestre quedó eliminado en cuartos de final por Itagüí Leones y en el 2018 quedó en la posición quince con 28 puntos. Su mejor campaña ocurrió en el Torneo Apertura 2024-I cuando quedó subcampeón. El club a inicios del año 2025 tomaría la decisión de trasladar su sede al municipio de Yumbo.
Desde el año 2024, el recinto es sede de Internacional Fútbol Club de Palmira, equipo que actualmente es el único que ejerce aquí su localía, tanto en la rama masculina, como femenina.

## Remodelación 2012
El escenario tuvo que ser reforzado en su parte estructural, al Rivera Escobar le fue removida totalmente la tribuna oriental y ya cuenta con una nueva gradería, cumpliendo con todas las normas de sismo-resistencia que se requieren para albergar encuentros de fútbol profesional.
Así mismo, en la tribuna occidental la cubierta antigua fue retirada, para ubicar una moderna, que está hecha del mismo material con la que se trabajó en el estadio Olímpico Pascual Guerrero. El estadio en su parte exterior también ha sido remodelado y sus rutas de acceso han sido ampliadas, al igual que camerinos, cabinas de radio y sitios para alimentación. 
En septiembre de 2015 se entregó la pista atlética sintética, que cuenta con un total de 6 carriles con una distancia entre carril de 1.22m. El escenario mide 400m, cada curva tiene 125.66 m y cada recta 74.34 m. cumpliendo con todas las especificaciones técnicas de la Federación Internacional de Atletismo

## Remodelación 2016
En 2016, el alcalde Jairo Ortega Samboní anunció que el estadio será objeto de remodelación.
Esta remodelación incluyó aspectos cómo:
• Ampliación de capacidad (de 9000 a 15.300)
• Embellecimiento de zonas exteriores.
• Zona de Cabinas y Sala VIP.
• Locales Comerciales, sonorización interna.
• Construcción de tribunas Norte y Sur, así como la implementación de ascensores.
• Silletería en la totalidad del estadio.
• Tablero electrónico y modernización de cabinas de prensa.
• Adecuación de Baños y Camerinos.

## Tribunas[15]
• TRIBUNA NORTE: Graderías para 2530 personas. Acceso por la entrada de maratón; cuatro baterías sanitarias, incluido servicios para personas en situación de discapacidad; dos cafeterías y dos ‘stand’ comerciales, acceso con puntos fijos en las intersecciones de las tribunas oriental y occidental.
• TRIBUNA SUR: Con capacidad para 3165 espectadores; con ingreso por el primer piso; baterías sanitarias incluidas las de discapacitados; dos cafeterías y dos zonas comerciales; acceso con puntos fijos en las intersecciones de las tribunas oriental y occidental. 
• TRIBUNA ORIENTAL: Un total de 3815 personas pueden acceder a ella. Cuenta con baterías sanitarias; tres accesos; pasillo interno; dos cafeterías; puntos para expendio de boletería; dos camerinos con baterías sanitarias y duchas; zona de calentamiento.
• TRIBUNA OCCIDENTAL: 5790 espectadores; tres accesos fijos; ascensor; sala vip; sala de prensa; salida FIFA; cabinas para medios comunicación; palcos, cafeterías, pasillo interior y dos camerinos dotados con baterías sanitaras; duchas y zonas de calentamiento.